# Петербургский дневник
«Петербу́ргский дневник» — ежедневная общественно-политическая газета Санкт-Петербурга, является официальным изданием Правительства Санкт-Петербурга. На сегодняшний день тираж издания составляет 150 тысяч экземпляров, большая часть тиража бесплатно распространяется в городском метрополитене. «Петербургский дневник» занимает 2-е место в рейтинге самых цитируемых СМИ Санкт-Петербурга и Ленинградской области (по данным компании «Медиалогия», по итогам 2022 года). Издание реализует также городские событийные проекты: звуковое шоу «Поющие мосты», городская премия «Город в лицах», благотворительный забег «Бегом с Дневником» в поддержку Санкт-Петербургского хосписа для детей и взрослых, Новогодняя и Литературная почта на Дворцовой площади.

## История
- февраль 2003 года — выход первого прототипа газеты.
- с 1 сентября 2012 года — издаётся 5 раз в неделю.